# Forsthaus Kasten
Das Forsthaus Kasten ist ein Wirtshaus mit Biergarten im Gemeindeteil Kasten der Gemeinde Neuried im Landkreis München, das ursprünglich als Forsthaus genutzt wurde. Es ist das einzige Anwesen im Gemeindeteil Kasten.

## Lage
Das Forsthaus Kasten liegt im Südteil des Forst Kasten etwa 4 Kilometer südwestlich des Ortskerns von Neuried und knapp 2 Kilometer östlich der Würm. Etwa 2 Kilometer nordwestlich des Forsthauses liegt Stockdorf, etwa 3 Kilometer südwestlich Gauting. In der Nähe des Forsthauses verläuft die Gautinger Straße, die durch den Forst Kasten führt und Neuried mit Gauting verbindet. Das Forsthaus Kasten liegt im Landschaftsschutzgebiet „LSG Forstenrieder Park einschließlich Forst Kasten und Fürstenrieder Wald (LSG-00114.01)“.

## Geschichte

Forsthaus Kasten, Postkarte von 1912

1308 erwarb das Heilig-Geist-Spital in München das „Gut zu Chastel mit wismat mit waide mit holze und allem daz der zu gehört“ (mit Wiesmahd, mit Weide, mit Wald und allem, was dazugehört). Das Waldgebiet wurde bis etwa 1800 auf seine heutige Größe erweitert und war eine der Einnahmequellen des Spitals. Bereits vor dem Ersten Weltkrieg war der Wald ein beliebtes Naherholungsgebiet und wurde ebenso wie das zugehörige Forsthaus auf Ansichtskarten dargestellt.
In der guten Stube des Forsthauses wurde 1899 eine Gaststätte eingerichtet, in der der damalige Förster Brotzeiten an Wanderer abgab. Das Haus wurde 1936 umgebaut und 1983 grundlegend modernisiert. Die heutige Gestalt geht auf eine Instandsetzung nach einem Hausbrand 1998 zurück. Das Forsthaus Kasten gehört weiterhin der Heiliggeistspital-Stiftung München, die Erlöse aus der Wirtshausverpachtung kommen dem Altenheim Heilig Geist am Dom-Pedro-Platz zugute.
Ein Bebauungsplan von etwa 2014 bemängelte unter anderem „baurechtswidrige Zustände“. Darauf wurde das Kinderland mit Trampolin-Park, Hüpfburgen und Minigolfanlage abgebaut, das im Widerspruch zum Landschaftsschutzgesetz stand. Im März 2023 wurde ein geänderter Bebauungsplan öffentlich ausgelegt, der die Sitzplätze im Biergarten von 1800 auf 1000 reduzieren sowie eine eingeschossige Erweiterung im Westen ermöglichen soll.

## Beschreibung

Forsthaus Kasten, 1922

Das Forsthaus ist ein zweigeschossiger Bau mit Satteldach. Es ist etwa 50 Meter lang und 10 Meter breit. Deutlich erkennbar ist noch die ursprüngliche Unterteilung in einen etwa 20 Meter langen Wohnteil im Osten und einen etwa 30 Meter langen Wirtschaftsteil im Westen. Der ehemalige Wohnteil hat sechs Fensterachsen, der Eingang befindet sich in der zweiten Achse von rechts. Das Obergeschoss des ehemaligen Wirtschaftsteils ist in Bretterbauweise errichtet.
Nördlich des Hauptgebäudes stehen kleinere Nebengebäude. Südlich des Hauses liegt ein Biergarten, der Platz für etwa 2000 Besucher bietet.